# بيروم بيروري
المؤسسة العامة لطباعة النقود في جمهورية إندونيسيا (بالإندونيسية: Perusahaan Umum Percetakan Uang Republik Indonesia)‏ (المختصرة باسم Peruri ) هي شركة طباعة الأوراق النقدية/طابعات الأوراق المالية وسك النقود الإندونيسية المملوكة للدولة، والتي تأسست في 15 سبتمبر 1971 من خلال اندماج دار سك النقود الحكومية (بالاندونيسية:Artha Yasa) وطابعات الدولة (بالاندونيسية: Pertjetakan Kebajoran) (المعروفة أيضًا باسم Perkeba).
تم إنشاء طابعات الدولة (بالاندونيسية: Pertjetakan Kebajoran) في الأصل بمساعدة من طابعات الأوراق النقدية الهولندية جوه. انشيدي . 
لديها مكاتب في جاكرتا ، كاراوانج وسورابايا ، مع وظائف تسويقية وإدارية تجري في جاكرتا، والطباعة وسك العملة تحدث في كاراوانج وسورابايا.
منذ عام 2007، تقوم شركة بيروم بيروري أيضًا بطباعة الروبية النيبالية .